# Dusjeti (distrikt)
Dusjeti (georgiska: დუშეთის მუნიციპალიტეტი, Dushetis munitsipaliteti) är ett distrikt i Georgien. Det ligger i regionen Mtscheta-Mtianeti, i den centrala delen av landet.